# 法顯洞

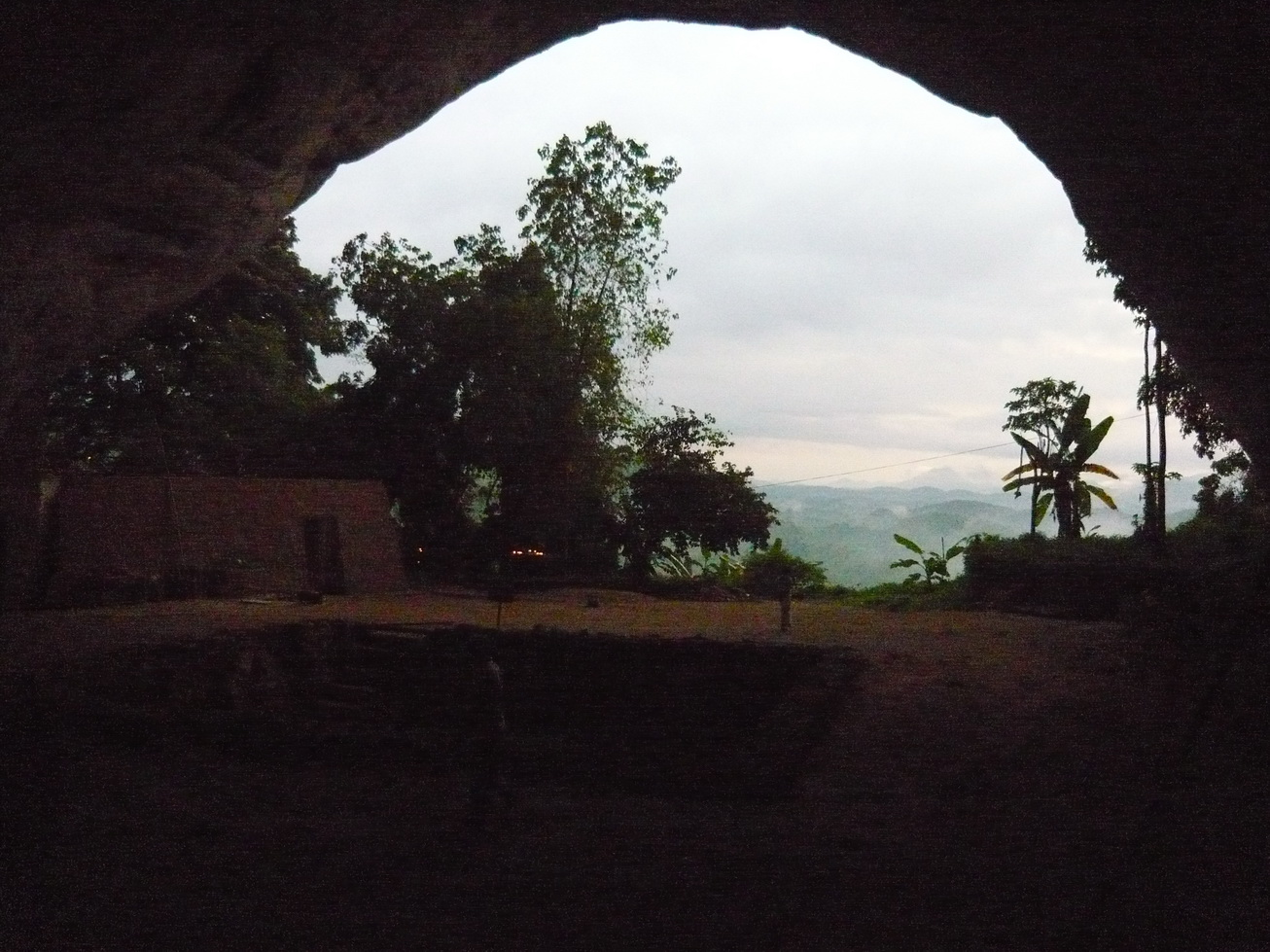
法顯洞

法顯洞（pāhiyan lena）是一個位於斯里蘭卡西部省卡盧特勒區的一個洞穴。
中國僧人法顯曾於西元五世紀時停留斯里蘭卡。據說法顯曾在此洞穴中停留，故此洞穴名為法顯洞。
法顯洞是一個重要的考古地點，在1960年代與1980年代發現了更新世晚期的人類遺骸。此外也發現了細石器。